# فهرست فیلم‌های ایرانی سال ۱۳۵۸
فهرست فیلم‌های ایرانی سال ۱۳۵۸

## فهرست
| عنوان                 | کارگردان       | فیلم‌نامه‌نویس(ها) | بازیگران                                                                     |
| --------------------- | -------------- | ---------------- | ---------------------------------------------------------------------------- |
| برای آزادی            | حسین ترابی     |                  |                                                                              |
| پرواز به سوی مینو     |                |                  |                                                                              |
| جنگ اطهر              | محمدعلی نجفی   | محمود استادمحمد  | فرامرز قریبیان                                                               |
| خشم الهی              | عزیزالله رفیعی |                  |                                                                              |
| راهی به‌سوی خدا        | جلال مهربان    |                  | رضا بیک ایمانوردی، محمد بانکی، عطاءالله زاهد، آذر مهدی قلی خانی              |
| زنده‌باد…              | خسرو سینایی    | خسرو سینایی      | ثریا قاسمی                                                                   |
| صمد به شهر می‌رود      | پرویز صیاد     | پرویز صیاد       | پرویز صیاد                                                                   |
| فریاد مجاهد           |                |                  | بهمن مفید، محبوبه بیات، فیروز، کیومرث ملک‌مطیعی، حسین خانی‌بیک، سیروس گرجستانی |
| قضیه شکل اول، شکل دوم | عباس کیارستمی  | عباس کیارستمی    |                                                                              |